# Зарплата в один доллар
Зарплата в один доллар (англ. One-dollar salary) назначается для ряда высших руководителей крупных предприятий и правительств и используется в ситуациях, когда руководитель желает работать без прямого денежного вознаграждения, но по юридическим причинам должен получать оплату выше нуля, чтобы его труд отличался от волонтёрства.

## История
Эта концепция впервые возникла в начале 1900-х годов, когда различные лидеры промышленности в Соединенных Штатах предлагали свои услуги правительству во время Первой мировой войны, помогая в мобилизации и управлении американской промышленностью. В этот период в Соединенных Штатах работало около тысячи таких людей. В конце 1990-х и начале 2000-х годов многие руководители предприятий начали соглашаться на зарплату в один доллар с возможностью дальнейшего косвенного дохода в результате владения акциями.
Первыми такими сотрудниками, получавшим зарплату в один доллар, были: Гиффорд Пинчот — советник президента Франклина Рузвельта, Бернард Барух — американский финансист, Роберт Брукингс — бизнесмен и филантроп, Герберт Своуп — журналист. Во время Первой мировой войны Консультативная комиссия Совета национальной обороны была укомплектована в основном людьми с доходом в один доллар в год.
В период между войнами в числе тех, кто получал жалованье в один доллар, был основатель и генеральный директор компании Ashland Oil and Refining Company Пол Блейзер.
Во время Второй мировой войны за такую зарплату работала в столовой для американских моряков в Египте светская львица Дорис Дьюк. Также в эти годы такую зарплату получали канадский министр Кларенс Хау, владелец и издатель Montreal Star Джон Уилсон МакКоннелл, бизнесмен и филантроп Эдвард Планкет Тейлор, финансист и промышленник Остин Коттерелл Тейлор.
Из последних примеров известных людей, получавших зарплаты в один доллар: бывший губернатор Калифорнии Арнольд Шварценеггер, бывший губернатор Массачусетса Митт Ромни и бывший мэр Нью-Йорка Майкл Блумберг. Бывший президент США Дональд Трамп, пообещав в ноябре 2016 года получать только доллар в год, выполнил своё предвыборное обещание. Свою положенную зарплату он жертвовал различным федеральным департаментам.

Некоторые «однодолларовые» персоны
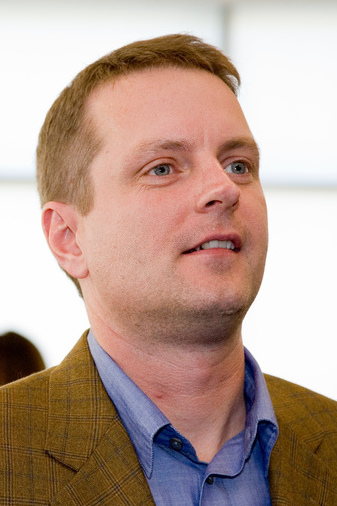
Дэвид Фило
Илон Маск
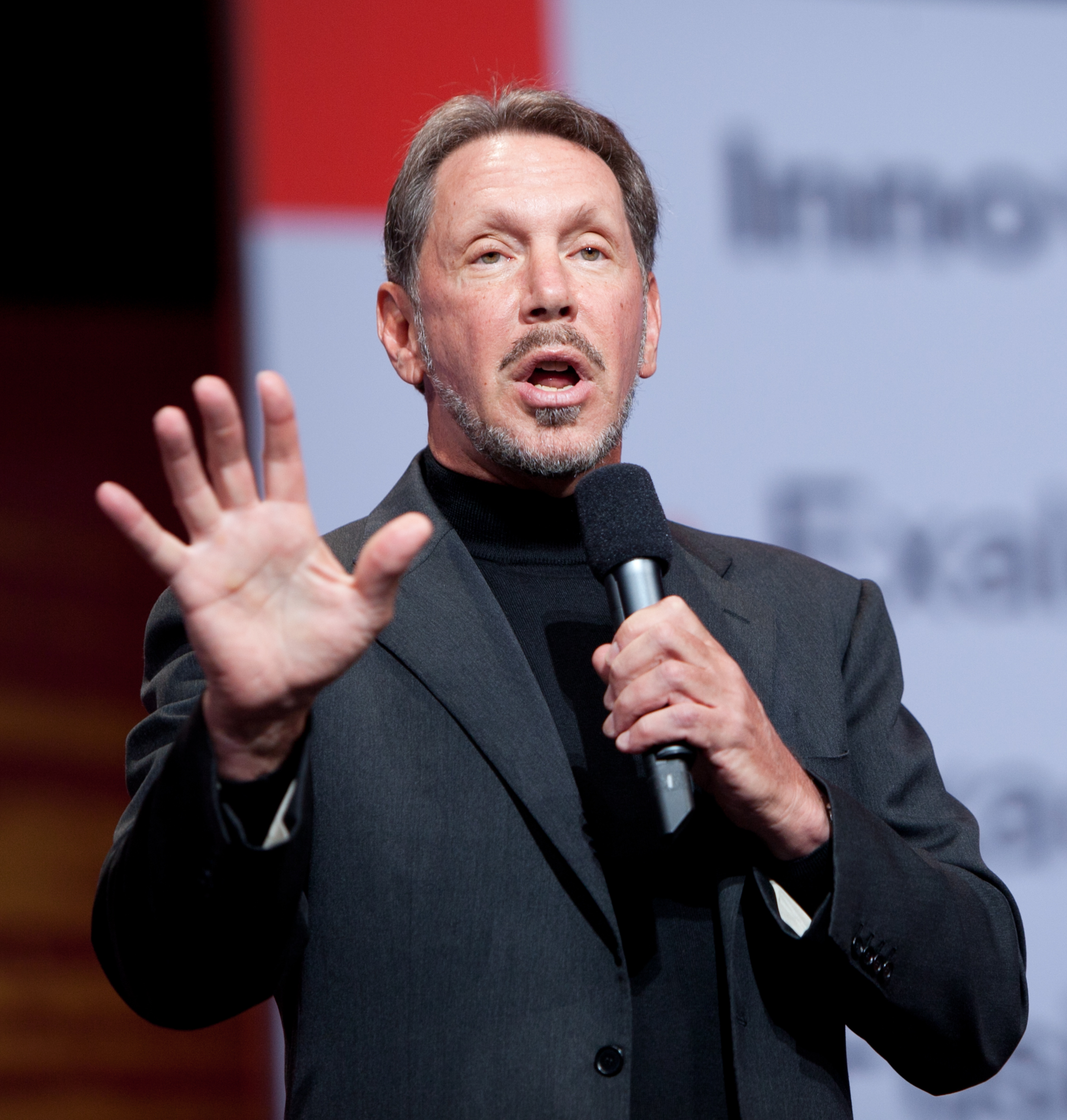
Ларри Эллисон
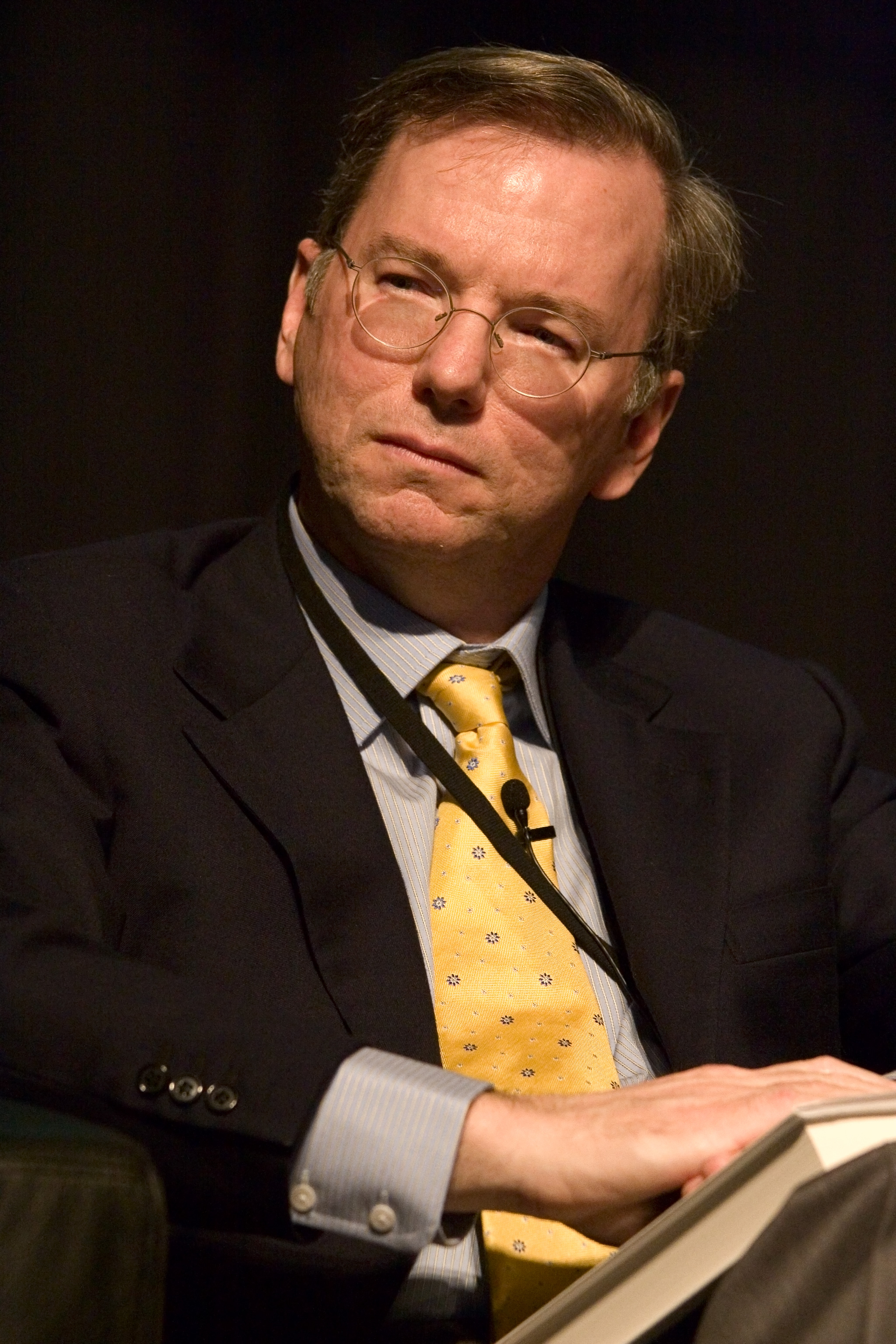
Эрик Шмидт
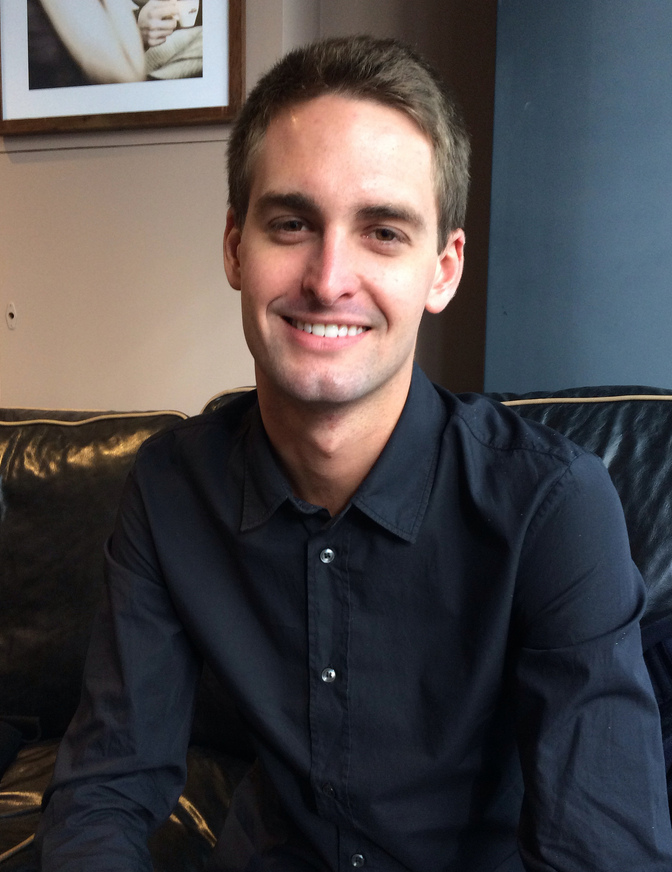
Эван Шпигель
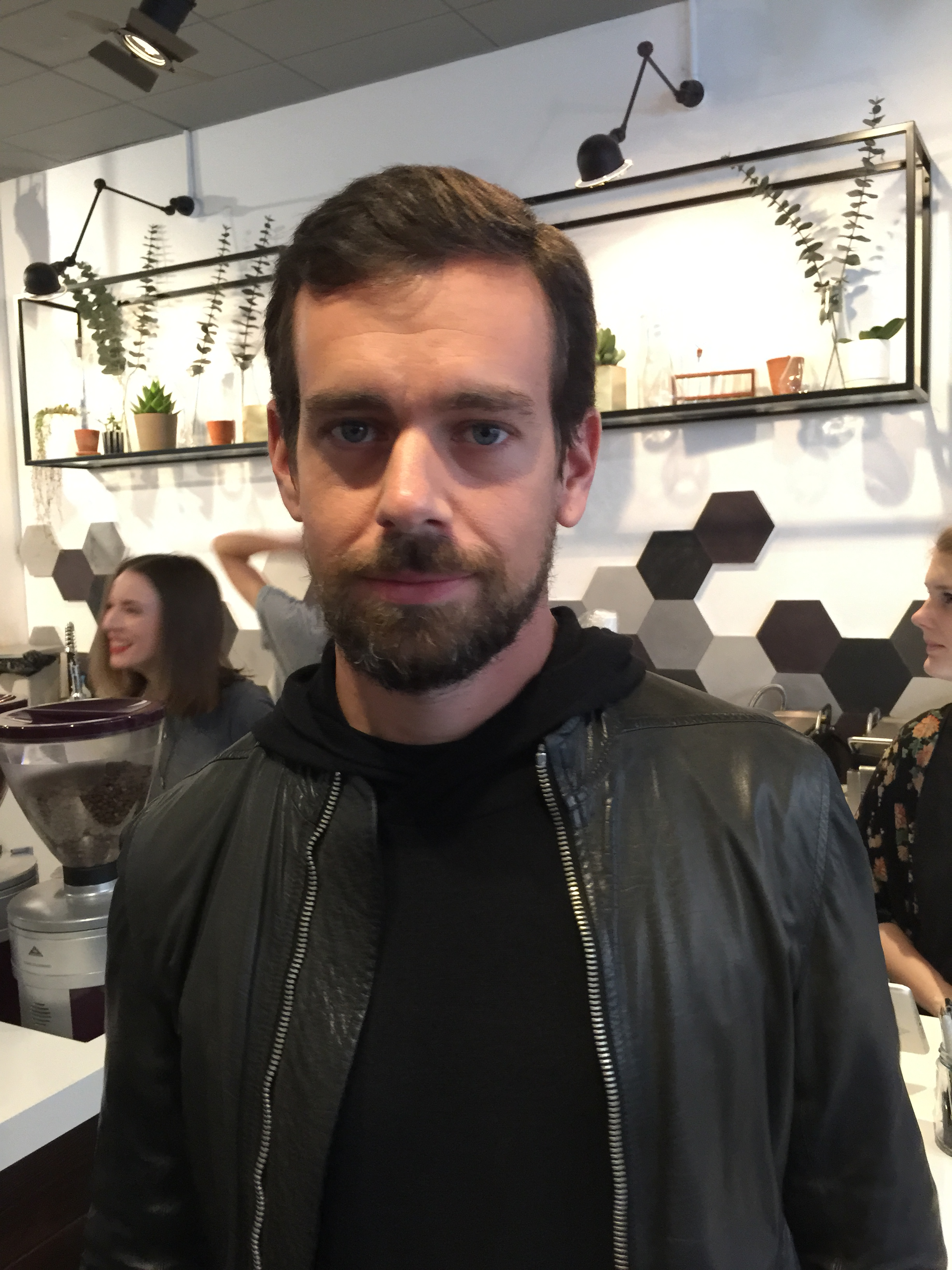
Джек Дорси
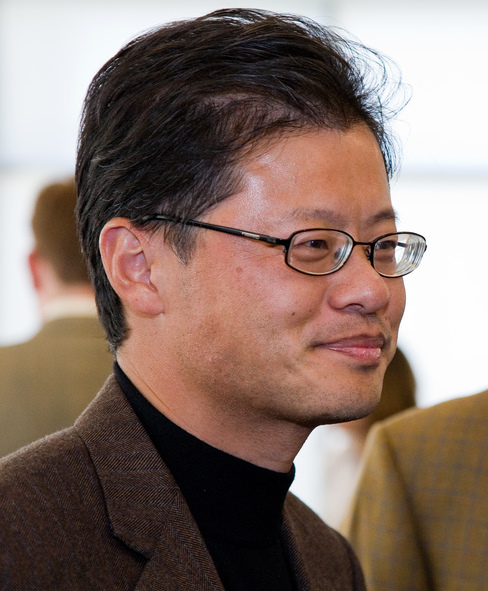
Джерри Янг
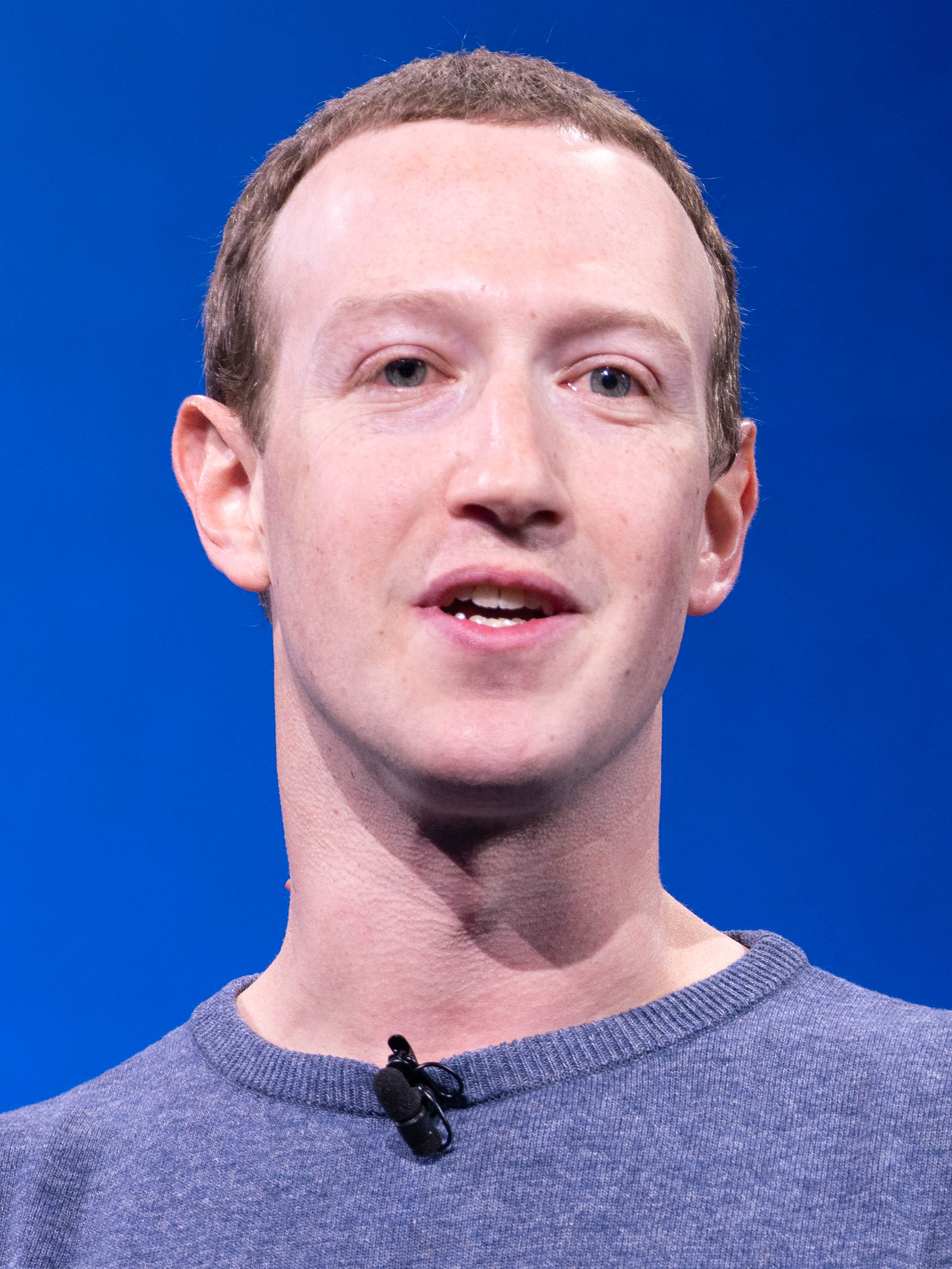
Марк Цукерберг
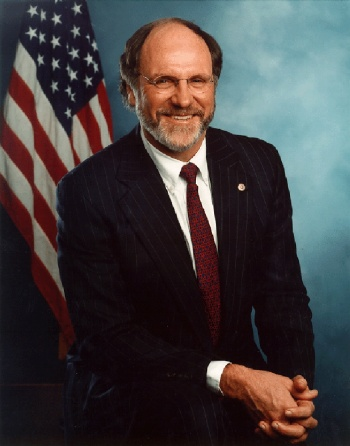
Джон Корзайн

## Аналогичные прецеденты
Помимо зарплаты в один доллар, известны аналогичные прецеденты символической оплаты, когда плата не должна равняться нулю:
- иски о возмещении ущерба со ставкой в один рубль, доллар и т. д.
- символическая арендная плата (в частности, вилла Торлония была предоставлена Муссолини как официальная резиденция за официальную плату в одну лиру ежегодно).